# قسطنطينة (إشبيلية)
قسطنطينة أو قسنطينة هي بلدية إسبانية تقع في مقاطعة إشبيلية في الأندلس. بلغ عدد سكانها 6،757 نسمة (2006) وتبلغ مساحتها 483 نسمة كيلومتر مربع. تبعد 87 كيلومتر من العاصمة الإقليمية إشبيلية .